# 安东尼·福克斯
安东尼·福克斯（英語：Anthony Renard Foxx，1971年4月30日—）是一位非洲裔美国政治人物，律师。

## 生平
1971年出生在美国夏洛特，1996年获得纽约大学法学院法律学位。毕业后在多家律所工作过，之后担任位于辛辛那提美国联邦第六巡回上诉法院法官纳撒尼尔·R·琼斯专员，为美国司法部和美国众议院工作过。2009年到2013年担任夏洛特市长。成为该市最年轻市长。以及第二个非洲裔美国人市长。2013年到2017年担任美国运输部长。